# Liudmila Monastirska
Liudmila Viktòrivna Monastirska, ucraïnès: Людмила Вікторівна Монастирська cognom de soltera Pobstenko ucraïnès: Повстенко (* 1975 a Irklíiv, óblast de Txerkassi, Ucraïna) és una destacada soprano ucraïnesa de spinto, solista de l'Òpera Nacional d'Ucraïna i guanyadora del Premi Nacional Xevtxenko el 2014 per les seves interpretacions operístiques. El 2015, pel desenvolupament de les relacions amb Itàlia, fou guardonada amb el premi estatal de la República Italiana - l'Orde de l'Estel d'Itàlia. Artista del Poble d'Ucraïna (2017), canta als escenaris operístics més prestigiosos del món: La Scala a Milà, la Royal Opera House a Londres i la Metropolitan Opera a Nova York, entre d'altres.

## Biografia

### Primers anys i carrera
Liudmila Monastirska va néixer en una família on els seus pares no tenien cap relació amb el teatre i la música. Com va dir la mateixa cantanten una entrevista al diari "Den", el seu pare era un home de negocis i la seva mare era filòloga, però sempre hi havia música a casa, incloent cançons populars cantades per la seva mare, les quals van esdevenir molt importants per a Monastirska. A l'escola de música, Liudmila va aprendre a tocar el piano. L'amor de Liudmila pel cant li ve de la seva mare, per a qui "el cant és com la respiració"; per tant l'educació addicional de Liudmila es va associar amb la veu.
Als 15 anys va començar a cantar a l'Institut de Música Reinhold Glière de Kíev. L'any 2000, es va graduar al Conservatori de Kíev, actualment Acadèmia Nacional de Música d'Ucraïna Piotr Txaikovski, on va estudiar cant amb Diana Hnàtivna Petrinenko.
El 1996, va començar a cantar en el taller d'òpera del Conservatori de Kíev. Aquí va debutar com a Natalka Poltavka a l'òpera de Mikola Líssenko Natalka Poltavka. Després va interpretar el paper de Tatiana a l'òpera de Piotr Ilitx Txaikovski Eugeni Oneguin, i després d'acabar els estudis al conservatori es va convertir en solista d'aquest estudi. El 1997 va guanyar el primer premi al Concurs Internacional de Música Mikola Líssenko.
El debut a l'Òpera Nacional d'Ucraïna va tenir lloc l'any 2008 amb l'òpera de Giuseppe Verdi Aida, on va fer d'Aida. A l'Òpera Nacional, va interpretar els principals papers de sopranos dramàtiques: La Gioconda de Ponchielli, el d'Amèlia a Un ballo in maschera de Verdi, el de Santuzza a Cavalleria rusticana de Mascagni, el de Lisa a La dama de piques de Txaikovski i el de Nedda a Pagliacci de Leoncavallo.
La primera actuació a l'estranger fou la representació de Tosca (Puccini) a la ciutat noruega de Trondheim.
El 2010 va aparèixer amb èxit en el paper protagonista de Tosca a la Deutsche Oper Berlin, que va portar al seu debut italià al Festival Puccini de Torre del Lago, Itàlia, amb el director Alberto Veronesi. Al febrer de 2012 va aparèixer com a Aida a La Scala de Milà.

### Macbetha Londres
El 2011, va aparèixer al Covent Garden, on va suplir amb èxit la soprano titular, Micaela Carosi, com a Aida a principis de temporada, amb Fabio Luisi com a director. També fou contractada per interpretar Lady Macbeth a Macbeth de Verdi,amb Simon Keenlyside en el paper principal i Antonio Pappano com a director. Rupert Christiansen de The Telegraph va assenyalar que 
| « | no li mancava res en volum o resistència; articulava la coloratura de manera neta i modulava constantment. | » |

Es va publicar un DVD amb l'enregistrament de Macbeth. En la seva revisió del DVD, William Braun de la revista Opera News va escriure: 
| « | La Lady Macbeth de Liudmila Monastirska està inusualment ben cantada. El paper de la versió de 1865 és un desagradable híbrid vocal, però ella ho fa molt bé amb l'estil posterior, que sona força adequat al principi de "La luce langue", així que gira la trama. En un altre lloc, en l'estil anterior, i gairebé únic entre sopranos, ella observa les marques del staccato a "Or tutti sorgete" i ha pensat per què Verdi podria haver-les escrit. (Ella les converteix en una rialla d'incipient alegria) L'escena de somnàmbul és admirable, amb l'alta D-plana final meravellosament acolorida, com si hagués albirat l'abisme. | » |

Aquest mateix any, va fer concerts als Estats Units, i el 2012 va signar un contracte seriós amb la Deutsche Oper Berlin.

### Debut a Nova York
El 23 de novembre de 2012, va actuar a l'escenari del Metropolitan Opera en el paper principal d'Aida a l'òpera del mateix nom de Giuseppe Verdi i es va guanyar el reconeixement tant del públic com de la crítica. La crítica musical de The New York Times Corinna da Fonseca-Wollheim va escriure:
| « | La senyora Monastirska, nativa de Kíev, Ucraïna i estrella establerta a l'òpera de la ciutat, arriba al Met com una artista totalment madura. Està dotada d'una exquisida i arrodonida veu de soprano, que manté la seva brillantor fins i tot en les notes més suaus. La seva "O patria mia" fou bellament dibuixada i acolorida, amb inflexions més fosques que van sumar intensitat dramàtica. | » |

El seu company a l'escenari va ser Roberto Alagna, que interpretava el paper de Radamès. Per a aquesta versió d'"Aida" es va organitzar una transmissió en directe, des del Teatre Metropolitan, de televisió d'alta definició per a tothom, incloent els cinemes.

### Royal Opera House
En 2013, va cantar juntament amb Leo Nucci i Plácido Domingo, a la londinenca Royal Opera House, en l'òpera de Verdi Nabucco, on va fer d'Abigaille. Aquest espectacle es va difondre àmpliament a través del Royal Opera House Cinema.

### Actuacions als Països Catalans
El 2012 va actuar al Palau de les Arts Reina Sofia de València, en el paper de Chimène a l'òpera de Jules Massenet Le Cid, sota la direcció musical de Plácido Domingo.Hi va retornar altre cop el 2014, també sota la direcció musical de Plácido Domingo i el director Zubin Mehta, per representar set funcions de l'òpera de Verdi La forza del destino, interpretant el personatge de Leonora.
La temporada 2014-2015 va actuar al va actuar al Gran Teatre del Liceu de Barcelona, aquest cop amb Plácido Domingo fent de baríton, i Liudmila interpretant el personatge de Lucrezia a I due Foscari de Giuseppe Verdi. La temporada 2017-2018 hi va tornar per interpretar l'òpera Manon Lescaut de Giacomo Puccini.

## Crítica
Segons la crítica musical Larissa Tarassenko al diari "Den",la crítica estrangera la qualifica com l'estrella del món de la veu, successora de les tradicions de Solomia Kruixelnitska, Maria Callas i Montserrat Caballé. Segons la cantant d'òpera i professora Maria Stefiuk:
| « | Quan la vaig escoltar per primera vegada, vaig quedar increïblement impressionada. Després de tot, Liudmila Monastirska té un to fantàstic de veu (poderosa soprano dramàtica). | » |

- El principal crític musical de The New York Times, Anthony Thomassini, va dir:

| « | La seva veu és una raresa en l'òpera, un veritable spinto líric, una soprano la veu del qual combina la flexibilitat lírica amb un so apelfat i de gran cos. | » |

El 2015, la cantant fou nominada als prestigiosos International Opera Awards i va ser classificada entre els millors cantants del món.

## Vida personal
Té dos fills: una filla, Anna (1998) i un fill, Andrí (1999).

### Vídeos de les seves interpretacions
- Vieni, t’affretta (Acte I de Macbeth de Giuseppe Verdi)
- Pace, Pace mio Dio (Acte IV de La forza del destino de Giuseppe Verdi) al Palau de les Arts Reina Sofia de València